# 第32歩兵師団 (アメリカ軍)
第32歩兵師団（だいさんじゅうにほへいしだん、32nd Infantry Division）は、アメリカ陸軍の師団の一つ。第二次世界大戦においては、ニューギニアの戦いで日本軍と戦った。

## 第一次世界大戦
1917年7月にミシガン州兵およびウィスコンシン州兵を基に編成された。アルゴンヌの戦いなどに投入されている。戦争終結後の1919年4月5日に解散している。

## 第二次世界大戦
1940年10月15日にミシガン州兵およびウィスコンシン州兵を基に編成された。1942年5月14日にオーストラリアに到着した。その後、オーストラリア陸軍とともに東部ニューギニアの戦いに投入され、9月16日からココダ道の戦いで、日本軍の追撃を行っている。師団の主力はポート・モレスビー防衛を主任務としたものの、11月に入ると126歩兵連隊の一部などは空輸によりブナ近傍まで輸送され、日本軍に対する攻勢を行った。ブナに対する攻勢の進捗状況が遅かったために、ダグラス・マッカーサー将軍は師団長を交代させている。なお、この戦いの後の1943年1月に師団は訓練・休養のためにオーストラリアに後退した。
1944年1月にはニューギニア北岸に投入されている。4月22日にアイタペに上陸、日本軍第18軍と交戦している。8月まで当地で掃討戦を行っている。
1944年11月14日にレイテ島に上陸、第1騎兵師団などと協力し、12月までかけて当地の日本軍を壊滅させた。1945年1月27日にルソン島リンガエン湾に上陸、その後、終戦までそこで戦闘を行った。1945年10月に日本占領部隊として日本本土に移動、1946年2月28日に解体された。